# Алтайская правда
«Алта́йская пра́вда» — общественно-политическая газета, выпускаемая в Алтайском крае с 12 декабря 1919 года.

## История
Газета была основана 12 декабря 1919 года, на следующий день после входа в Барнаул частей Красной Армии. Однако, редакция считает датой рождения газеты — 12 августа 1917 года, день когда вышла первая легальная большевистская газета «Голос труда», прекратившая своё существование через год после взятия города Чехословацким корпусом.
Первоначальное название газеты, которая впоследствии стала «Алтайской правдой» — «Наша правда». Через неделю после своего основания, она переименовывается во «Власть Советов» и становится органом Сибирского походного и Алтайского губернского ревкомов. А ещё через неделю — Алтайского губернского оргбюро РКП(б) и Алтайского губревкома. Газета печатается в типографии Алтайского кредитного союза, а редактируется А. И. Шмелевым, одним из создателей «Голоса труда».
24 января 1920 года «Власть Советов» переименовывается в «Алтайский коммунист», а 31 августа в «Красный Алтай», становясь при этом органом Алтгубкома РКП(б) и Алтгубисполкома. Лишь в 1937 году, в связи с созданием Алтайского края газета получает своё современное название «Алтайская правда». До 1990 года её тиражи росли и достигли своего максимума — 255 тыс. экземпляров, а к 2010-м годам тиражи упали в пять раз.

## Информация
Учредители газеты — Алтайское краевое Законодательное собрание, администрация Алтайского края и КГУП «Алтайская правда». Газета выходит во вторник, среду, четверг и субботу в формате А-2 на 4 страницах и по пятницам в формате А-3 на 24 страницах . Тираж — 54 тыс. экземпляров. Почти 99 % тиража распространяется по подписке в Барнауле и крае.
Основные темы — новости общественно-политической и социально-экономической жизни Алтая, культуры, образования, спорта, юмор, погода, а также информация для садоводов.
Газета «Алтайская правда» является организатором крупных городских и краевых спортивных мероприятий («Лыжная эстафета», «Легкоатлетический забег»).